# Bus-lès-Artois
Bus-lès-Artois è un comune francese di 151 abitanti situato nel dipartimento della Somme nella regione dell'Alta Francia.

## Società

### Evoluzione demografica
Abitanti censiti